# Gräfin Mariza (Operette)
Gräfin Mariza ist eine Operette in drei Akten von Emmerich Kálmán. Nach der Csárdásfürstin wurde es das zweitbekannteste Werk des Komponisten, das sich bis heute auf den Spielplänen von Theatern und Festivals gehalten hat bzw. immer wieder neu aufgenommen wird.

## Handlung

### I. Akt
Auf der Terrasse des Schlossguts mit angrenzendem Park.
Da Gräfin Mariza eine lange Zeit in der Stadt verbringen will, vertraut sie ihr Gut einem Verwalter an, dem verarmten Grafen Tassilo, der unter dem Namen Bela Török seinen Dienst tut. Tassilo hofft, durch harte Arbeit das notwendige Geld zu verdienen, um seiner Schwester Lisa, die nichts von der Verarmung der Familie ahnt, eine standesgemäße Mitgift mitgeben zu können. Seit seinem Amtsantritt auf dem Gut hat er die Gräfin allerdings noch nicht zu Gesicht bekommen. Plötzlich tritt sie als wunderschöne, lebensfrohe, aber auch launische junge Frau auf, die hier angeblich ihre Verlobung mit dem Baron Zsupán bekanntgeben möchte und feiern will. Alle Gäste sind schon eingetroffen, aber die Verlobung sei nur ein Schwindel, gesteht sie heimlich einer Freundin. Sie wollte nur Ruhe von ihren Verehrern haben und hat darum einen Bräutigam erfunden. Den Namen Zsupán hat sie der Operette Der Zigeunerbaron von Johann Strauß entnommen. Erschrocken erkennt Tassilo unter Marizas Freundinnen seine Schwester Lisa; er wird ihr nun die Wahrheit sagen müssen. Aber Lisa glaubt, er spiele nur zum Scherz den Verwalter. Das Geständnis bleibt zunächst unausgesprochen. Aber auch Mariza erlebt eine Überraschung, denn der erfundene Bräutigam Baron Zsupán existiert wirklich. Er stellt sich als Besitzer eines Guts in Varaždin vor und hofft, die Verlobung realisieren zu können. Die betroffene Mariza kann sich dem fröhlichen Werber nicht so einfach entziehen. Während im Schloss die Verlobungsfeier beginnt, sucht Tassilo, für den als einfacher Verwalter kein Platz im Saal ist, beim Singen Trost gegen trübe Gedanken: „Auch ich war einst ein feiner Csárdáskavalier“. Mariza hört seinen Gesang und fordert ihn auf, für die Gäste zu singen, doch Tassilo weigert sich. Mariza gibt ihm daraufhin schroff den Abschied. Nachdem aber ihre Gesellschaft in die Stadt zurückgefahren ist, versöhnen sich Mariza und Tassilo. Nun singt er – nur für sie allein.

### II. Akt
Ein luxuriöser Raum im Schloss; vier Wochen später.
Noch immer lebt Tassilo inkognito als Verwalter auf dem Gut der Gräfin. Sie fühlt sich in seiner Nähe wohl und lässt auch das heimliche, doch leidenschaftliche Werben des längst in sie Verliebten zu. Sie will von einer Verlobung mit Zsupán nichts mehr wissen. Aber dieser bemüht sich schon um eine andere Braut, nämlich Lisa. Tassilo erträgt es kaum mehr, die für ihn immer wieder demütigende Rolle des Verwalters weiterzuspielen. Verzweifelt spricht er sich in einem Brief an seinen Freund Liebenberg aus, doch dieser Brief gerät zufällig in Marizas Hände. Nun weiß sie, dass er nicht der einfache Verwalter „Török“ ist. Den Inhalt des Briefes missversteht sie und glaubt, dass es Tassilo einzig auf ihr Geld abgesehen hat. Empört und enttäuscht konfrontiert sie ihn vor ihren Gästen mit diesem Brief, entlohnt ihn fürstlich für seine Dienste und entlässt ihn.

### III. Akt
Im selben Raum.
Am Morgen nach den Vorfällen findet sich Tassilo zum Abschiednehmen nochmal bei Mariza ein. Ihr Trotz und sein Stolz verhindern jedoch die erlösende Aussprache. Das plötzliche Erscheinen der Fürstin von Guddenstein, Tassilos Tante, bringt die glückliche Wendung. Sie hat von Tassilos wirtschaftlicher Not erfahren und heimlich seine schon verpfändeten Güter zurückgekauft. Nun darf er sich als ebenbürtiger Partner Marizas fühlen; die beiden Liebenden können endlich ein Paar werden.

## Musiknummern

Grüß mir mein Wien. Eine der bekanntesten frühen Aufnahme mit dem damaligen Startenor Richard Tauber von 1932.

- Glück ist ein schöner Traum (Manja)
- Grüß mir die süßen, die reizenden Frauen im schönen Wien (Tassilo)
- Höre ich Zigeunergeigen (Mariza)
- Sonnenschein hüllt dich ein – O schöne Kinderzeit (Lisa, Tassilo)
- Komm mit nach Varasdin (Mariza – Zsupán bzw. Lisa – Zsupán)
- Komm, Zigány, komm, Zigány, spiel mir was vor (Tassilo)
- Ich möchte träumen von dir, mein Pucikám (Lisa – Zsupán)
- Einmal möcht' ich wieder tanzen (Mariza – Tassilo)
- Junger Mann ein Mädel liebt – Behüt dich Gott komm gut nach Haus (Lisa – Zsupán)
- Geigen schallen, Lichter blitzen (alle)
- Sag ja, mein Lieb, sag ja (Mariza – Tassilo)
- Hab mich einmal toll verliebt (Tassilo)
- Braunes Mädel von der Puszta (Mariza, Populescu, Zsupán)
- Wer hat euch erdacht, ihr süßen Frau'n (Tassilo)
- Schwesterlein, Schwesterlein (Lisa – Tassilo)

## Tonträger
Die Operette Gräfin Mariza wurde mehrfach auf verschiedenen Tonträgern aufgenommen. Erwähnt seien hier folgende Einspielungen:
Im Jahr 2011 kam bei der Warner Music Group Germany eine Doppel-CD unter dem Label Cologne Collection heraus. Hierbei handelt es sich um eine Schallplatteneinspielung aus dem Jahr 1971. Es spielten und sangen unter der Gesamtleitung von Willy Mattes das Symphonie-Orchester Graunke und der Chor der Bayerischen Staatsoper München. Die Solisten waren Anneliese Rothenberger, Kurt Böhme, Willi Brokmeier, Nicolai Gedda, Olivera Miljakovic, Edda Moser und Horst Sachtleben.
Unter der Rubrik Historische Tondokumente kam im Jahr 2003 eine CD auf den Markt, auf der die Operette in einer historischen Aufnahme aus dem Jahr 1952 zu hören ist. Unter der Leitung von  Wilhelm Stephan spielten und sangen das Orchester des Nordwestdeutschen Rundfunks (NWDR), der Kinderchor und der Chor des NWDR. Solisten waren u. a. Sena Jurinac, Karl Terkal, Anneliese Rothenberger, Rupert Glawitsch und Josef Glah.

## Verfilmung
Derzeit gibt es vier Verfilmungen der Operette:
- Im Jahr 1925 wurde Gräfin Mariza von Hans Steinhoff verfilmt. Den Grafen Tassilo gab Harry Liedtke, die Gräfin wurde von Vivian Gibson gespielt, und Ernö Verebes trat als Baron Kolomán Zsupán auf.
- Im Jahr 1932 wurde die Operette von Richard Oswald verfilmt. Den Tassilo sang Hubert Marischka.[1]  Zudem wirken Dorothea Wieck (Gräfin Mariza), Charlotte Ander (Lisa), Ferdinand von Alten (Fürst Popoff), Anton Pointner (Baron Liebenberg) und erneut Ernö Verebes (Baron Kolomán Zsupán) mit.
- Im Jahr 1958 erfolgte eine weitere Verfilmung unter der Regie von Rudolf Schündler mit Christine Görner und Rudolf Schock in den Hauptrollen sowie Gunther Philipp, Hans Moser, Lucie Englisch und Renate Ewert unter der Mitwirkung der Kessler-Zwillinge in Nebenrollen verfilmt.
- Im Jahr 1974 wurde die Operette unter der Regie von Eugen York mit René Kollo – Tassilo, Dagmar Koller – Lisa, Erzsébet Házy – Gräfin Mariza in einer bundesdeutschen Produktion verfilmt.[2]
- Im Jahr 2018 brachte das Label Videoland eine Aufnahme der Operette von den Seefestspielen Mörbisch auf den Markt. Es spielte das Mörbisch Festival Orchestra unter der Leitung von Guido Mancusi: Die Solisten waren Vida Mikneviciute, Horst Lamnek, Christoph Filler und Roman Payer. Dabei handelt es sich um einen Mitschnitt einer Aufführung auf der dortigen Seebühne.

## Weblink
- Gräfin Mariza im Operettenlexikon